# Физиология труда
Физиоло́гия труда́ — раздел физиологии, изучающий изменения функционального состояния организма человека под влиянием его трудовой деятельности, вырабатывающий методы и средства организации труда, обеспечивающие высокую работоспособность и сохранение здоровья.
С физиологией труда тесно связаны:
- Эргономика — наука, изучающая условия трудовых процессов наиболее соответствующие требованиям человеческого организма с точки зрения анатомии, антропологии, физиологии, психологии, гигиены
- Научная организация труда — процесс улучшения условий труда для экономии рабочего времени

С физиологической точки зрения во время труда происходят затраты физической и умственной энергии человека, что само по себе человеку необходимо и полезно. Но во вредных условиях (или при чрезмерном напряжении сил) могут формироваться и проявляться негативные последствия.
Физиологи выделяют несколько стадий в процессе работы:
- В начале работоспособность нарастает (врабатываемость)
- Достигнув максимума, производительность труда держится на этом уровне более или менее длительное время (стабильная работа)
- Затем наступает постепенное снижение работоспособности (утомление)

Организация кратковременных перерывов в конце максимума работоспособности снижает утомляемость и повышает общую производительность труда.
Физиологически, труд можно характеризовать тяжестью и напряжённостью:
- Тяжесть труда отражает нагрузку на опорно-двигательный аппарат и системы организма (сердечно-сосудистую, дыхательную, мышечную), обеспечивающие его деятельность. Тяжесть труда может измеряться уровнем физической динамической нагрузки, массой поднимаемого и перемещаемого груза, общим числом стереотипных рабочих движений, величиной статической нагрузки, глубиной и частотой наклона корпуса, перемещениями в пространстве
- Напряжённость труда отражает нагрузку преимущественно на центральную нервную систему, органы чувств, эмоциональную сферу. Напряжённость труда формируют интеллектуальные, сенсорные, эмоциональные нагрузки, степень монотонности нагрузок

## Физические аспекты труда
Все виды физического труда совершаются при участии мышц, их напряжении. Мышцы работают не только, когда человек перемещает тяжести, но и когда удерживает их на месте, или удерживает вес собственного тела. Это приводит к расходу энергии, источником которой в основном является процесс окисления гликогена кислородом. Для физического труда достаточно объективным критерием оценки тяжести является уровень энергозатрат, который можно измерять количеством потреблённого кислорода или отведённого углекислого газа. Для этого могут измеряться в комплексе или раздельно частота пульса, объём каждого сокращения сердца, кровяное давление, частота дыхания, изменение состава крови, увеличение потоотделения. По прекращении работы наступает восстановительный период, когда изменённые функции постепенно возвращаются к норме. Но продолжительность восстановления различных функций не одинакова:
- Пульс, давление, частота дыхания и лёгочная вентиляция восстанавливаются за 10—15 минут
- Состав крови — за 45—50 минут

Различают уровни физического труда: лёгкий, средней тяжести, тяжёлый:
- К лёгким относятся работы, выполняемые сидя, стоя или связанные с ходьбой, но без систематического напряжения, без поднятия и переноса тяжестей. Это работы в офисе, на приборосборочных конвейерах, связи
- К средней тяжести относятся работы, связанные с постоянной ходьбой и переноской небольших (до 10 кг) тяжестей, и выполняемые стоя. Примером может служить работа в механосборочных цехах
- К тяжёлым относятся работы с систематическим физическим напряжением, а также с постоянным передвижением и переноской значительных (более 10 кг) тяжестей

Если при продолжительной тяжёлой работе и при мобилизации всех ресурсов организма доставка необходимого количества кислорода и питательных веществ не обеспечивается, наступает утомление мышц. Вынужденное и тем более неудобное положение тела, даже в случае лёгкой работы, может приводить к быстрому утомлению, так как статическая нагрузка на одни и те же группы мышц более утомительна.
Рабочая поза может быть:
- Свободная — удобная поза сидя, с возможностью изменения рабочего положения тела (или его частей)
- Неудобная — с большим наклоном или поворотом туловища, с поднятыми выше уровня плеч руками, с неудобным размещением ног
- Фиксированная — невозможно изменить взаимное положение различных частей тела относительно друг друга
- Вынужденная — работа лёжа, на коленях, на корточках

Кроме утомления, различные виды физического труда могут вызвать и некоторые заболевания в организме, например:
- Длительная работа в неудобном положении может привести к искривлению позвоночника вбок (сколиоз), или вперёд (кифоз)
- Длительное стояние (или хождение) под нагрузкой могут вызвать плоскостопие или варикозное расширение вен
- Постоянное статическое напряжение (или однообразные движения при тяжёлой интенсивной работе) приводят к нервно-мышечным заболеваниям (воспаление сухожилий, неврозы, люмбаго)
- Частые и длительные напряжения одних и тех же групп мышц живота способствуют развитию грыжи
- Напряжение органов зрения формируют близорукость или дальнозоркость

## Умственный труд
Понятие умственного труда имеет, прежде всего, психофизиологическую основу, поскольку оно связано с деятельностью человеческого мозга. Умственный труд часто не поддаётся количественному измерению, в том числе по произведенным затратам. Интеллектуальная деятельность определяется по её результатам. Антонио Грамши писал, что «нет такой человеческой деятельности, из которой можно было бы полностью исключить долю умственного труда, нельзя отделить homo faber от homo sapiens».
Сущность умственного труда изучается и характеризуется в различных аспектах:
- Физиологи рассматривают умственный труд как процессы высшей нервной деятельности[3]
- Психологи и социологи изучают мотивы умственной деятельности, её структуру, а также поведение работников, морально-психологический климат[4]
- Специалисты по кибернетике рассматривают умственный труд как модель системы переработки информации

Интеллектуализация труда — одна из объективных тенденций в общей истории, проявляющаяся в повышении удельного веса работников, занятых умственным трудом, повышение значения интеллектуального труда в обществе. Постоянно увеличивается значение общего и специального образования в формировании соответствующих специалистов. В начале развития капитализма интеллигенция возникла и существовала как численно ограниченная категория лиц, обладавших досугом и достатком и осуществлявших фактическую монополию на умственный труд. Но затем «духовное производство» превратилось в сферу массового труда. С проникновением индустриальных форм в производство идей и представлений (средства массовой коммуникации), в художественное производство (промышленная эстетика, дизайн и т. п.), в научное экспериментирование, в экспериментально-техническую базу науки и т. д. распалась ремесленно-личностная спаянность «духовного производителя» с орудиями и средствами его умственного труда, приобретшими теперь внеиндивидуальное, обобществлённое существование и приводимыми в действие лишь коллективно.
Ещё в 1700 году основатель медицины труда Б. Рамаццини в работе «О болезнях рабочих» среди трёх причин болезней работников называл «внимание и применение ума». Впервые гигиену умственного труда рассмотрел российско-швейцарский врач Ф. Ф. Эрисман в руководстве «Профессиональная гигиена, или гигиена умственного и физического труда» (1871).
Умственный труд охватывает весьма широкий диапазон различных по характеру и содержанию видов деятельности, например:
- Научный
- Инженерный
- Педагогический
- Врачебный
- Управленческий
- Учётный

Для характеристики напряжённости умственного труда с физиологической точки зрения не выработаны универсальные объективные критерии. Есть лишь критерии для отдельных аспектов или профессий. Например, для таких профессий, как диспетчеры, операторы центральных пультов управления сложными объектами, руководители трудовых коллективов уровень напряжённоси характеризуют:
- Объём информации, подлежащей запоминанию и анализу
- Скорость поступления информации и принятия решений
- Мера ответственности за возможные ошибки при принятии решений (цена риска)

Для других видов умственного труда напряжённость может характеризоваться способностью концентрировать внимание на заданных объектах, длительностью его удержания, скорость переключения на новый объект, число отслеживаемых объектов.
Умственный труд обычно характеризуется значительным снижением двигательной активности (гипокинезия) при повышении нагрузки на центральную нервную систему, что может приводить к сердечно-сосудистой патологии, угнетению психики, ухудшению внимания и памяти.
По своему содержанию умственный труд делят на творческий (изменяющий существующую практику) и нетворческий (воспроизводящий существующую практику). Напряжённость творческого труда с точки зрения физиологии объективно оценить очень трудно, и поэтому соответствующих критериев в настоящее время не существует.
Специфичными психофизиологическими ограничителями при умственном труде являются субъективно ощущаемая усталость, показатели психического и эмоционального состояния.

## Женская специфика
Особенно чувствителен к неблагоприятным воздействиям различных вредных факторов женский организм. В частности, при физической нагрузке свыше 15 кг наблюдается опущение тела матки. Постоянная статическая и динамическая нагрузка на позвоночник и ноги у женщин быстрее приводит к нарушению формы и функции стоп, изменениям крестцово-тазового угла. У женщин, условия труда которых связаны с вибрацией, могут случаться самопроизвольные аборты, преждевременные роды. Большое влияние на специфические функции женского организма могут оказывать химические вещества, даже когда их содержание не превышает предельно допустимых концентраций (ПДК).